# Río Collón Curá
Pour les articles homonymes, voir Collon.
Le río Collón Curá est un cours d'eau important et abondant d'Argentine, affluent du río Limay. Il est situé dans le sud-ouest de la province de Neuquén, à la limite des départements de Collón Curá et de Lácar, c’est-à-dire dans la région nord-ouest de la Patagonie. 

## Description
Il résulte de la confluence du río Aluminé, émissaitre du lac Aluminé et du río Chimehuin, émissaire du lac Huechulafquen. C'est un cours d'eau au débit abondant qui court dans une large vallée en direction nord-sud. 
Coulant au pied des Andes, son cours est rapide. Sa largeur est de l'ordre de 35 mètres, avec parfois d'importants élargissements et des marécages étendus. Sa longueur n'est que de 70 kilomètres, auxquels il faut ajouter les 160 du río Aluminé lequel représente en fait le cours supérieur du Collón Curá. La rivière forme de nombreux méandres. 

## La région
La section inférieure du río Collón Curá est actuellement inondée (depuis 1993), sur une longueur de 10 à 15 kilomètres, du fait de la construction du barrage et du lac de Piedra del Águila en aval du confluent, sur le río Limay.
Les régions traversées par le río Collón Curá sont fort peu peuplées. La seule agglomération tant soit peu notable est la petite localité de Collón Curá, située du côté gauche du cours d'eau. 
Il faut ajouter que la légendaire route nationale 40 longe la rive gauche de la rivière sur la plus grande partie de son parcours.

## Affluents
Les principaux affluents du río Collón Curá viennent de droite (du côté des Andes) et sont :
- l'arroyo Quemquemtreu.
- le río Caleufú. Son confluent se situe une dizaine de kilomètres en amont du pont de la route nationale 40. Le Caleufú est formé de l'union de deux émissaires de deux séries de lacs andins :
  - le río Filo Hua Hum, émissaire de la chaîne formée, d'amont en aval, par : 
    - le lac Villarino
    - le lac Falkner
    - le lac Nuevo
    - le lac Filo Hua Hum

  - le río Meliquina, émissaire du groupe formé par :
    - le lac de las Cármenes
    - le lac Hermoso et la lagune Pudú-Pudú
    - le lac Machónico
    - le lac Pichi Machónico
    - le lac Meliquina

## Une rivière très poissonneuse
À la fin de l'été les reproducteurs de la truite fario (trucha marrón) remontent le cours d'eau en direction des lacs Aluminé et Huechulafquen, en provenance du lac de Piedra del Águila. Cette période peut donner lieu à des pêches records, d'autant plus que ces poissons atteignent des poids énormes de plusieurs kilos, dans le bassin de ce cours d'eau.